# Turó de Ferrera
El Turó de Ferrera  és una muntanya de 767 metres que es troba al municipi de Calaf, a la comarca de l'Anoia.
Al cim podem trobar-hi un vèrtex geodèsic (referència 273110001).